# Gian Giacomo Adria
Gian Giacomo Adria, Johannes Jacobus Adria de Paulo (Mazara del Vallo, 1485 circa – Palermo, 1560), è stato un medico, umanista e storiografo italiano.

## Biografia
Compì i primi studi umanisti a Mazara del Vallo, per poi trasferirsi a Palermo dove studiò retorica. Si spostò poi a Napoli, e il 29 giugno 1510 conseguì la laurea dottorale in filosofia e medicina a Salerno.
Cominciò ad esercitare la professione di medico in Sicilia, fino ad essere nominato Protomedico di Sicilia e creato cavaliere del Sacro Romano Impero da Carlo V.
Scrisse diverse opere a carattere storico-scientifico e a carattere letterario e poetico.
Morì all'età di 75 anni circa a Palermo, e fu sepolto nella chiesa di San Francesco d'Assisi, in cui è possibile leggere il seguente epitaffio:

## Opere

### Opere scientifiche
- Gian Giacomo Adria, De fluminibus Selinunti et Mazaro, 1513.[3]
- Gian Giacomo Adria, Topographiae inclitae Civitatis Mazariae, Palermo, Johan et Antonium Papam, 1515.[2][3]
- Gian Giacomo Adria, De laudibus Siciliae et primo de Valle Mazariae, 1535.
- Gian Giacomo Adria, De praeservatione pestilentiae ad Antonium filium.[2][3]
- Gian Giacomo Adria, De Phlebotomia ad Carolum Imperatorem.[2][3]
- Gian Giacomo Adria, De Balneis sicilis ad Antonium filium.[2][3]
- Gian Giacomo Adria, De Medicinis ad varios morbos hominum.[2][3]
- Gian Giacomo Adria, De vita sanctorum Martyrum mazariensium.[1]

### Opere letterarie
- Gian Giacomo Adria, De laudibus virtutis, 1515.[3]
- Gian Giacomo Adria, Epistola ad coniugem, Palermo, Antonium de Mayda, 1516.[2]
- Gian Giacomo Adria, Epistola versu elegiaco ad coniugem Antoniam Scherinam, 1528.[3]
- Gian Giacomo Adria, De laudibus Christi contra haereticos, 1529.[3]
- Gian Giacomo Adria, In libellum de laudibus Christi explanatio, 1538.[3]
- Gian Giacomo Adria, Liber de passione Christi, 1538.[3]
- Gian Giacomo Adria, Historia Sicula M.S..[2]
- Gian Giacomo Adria, Legenda SS. Viti, Modesti, et Crescentiae ad Mazariensis.[2]

### Manoscritti
I presenti manoscritti sono conservati presso la Biblioteca Comunale di Palermo:
- Gian Giacomo Adria, De situ vallis Mazariae ad Hectorem Pignatelli Proregem.[2][3]
- Gian Giacomo Adria, Litoralia Siciliae de Peloro ad Lylibaeum.[3]